# Eduard Fenzl
Eduard Fenzl (1808 - 1879) foi um botânico austríaco . 